# Tomás Villalba
Pour les articles homonymes, voir Villalba.
Tomás Villalba Albín, né le 9 décembre 1805 à la « Bande orientale » et mort en 1886 à Montevideo, est un homme d'État uruguayen.
Il est le président de l’Uruguay du 15 février 1865 au 20 février 1865.

## Biographie
Membre du Parti colorado, c'est un homme politique distingué, qui a été ministre des Finances de l'Uruguay et maire de Soriano et de Cerro Largo.